# Kendall Holt
Kendall Holt (ur. 4 czerwca 1981 w Paterson) – amerykański bokser, były zawodowy mistrz świata organizacji WBO w kategorii junior półśredniej (do 140 funtów).
Zawodową karierę rozpoczął w 2001 roku. Pierwszej porażki doznał w czerwcu 2004 roku w swojej szesnastej walce – został znokautowany już w pierwszej rundzie przez Thomasa Davisa. Po tej porażce Holt stoczył kolejne dwie zwycięskie walki, a 4 lutego 2005 roku pokonał przez techniczny nokaut w ósmej rundzie Davida Díaza. Do końca 2006 roku wygrał jeszcze trzy pojedynki, między innymi z Isaakiem Hlatshwayo.
20 kwietnia 2007 roku w pojedynku eliminacyjnym WBO pokonał na punkty Mike'a Arnaoutisa i stał się oficjalnym pretendentem tej organizacji do tytułu mistrzowskiego. 1 września tego samego roku Holt zmierzył się z mistrzem WBO, Ricardo Torresem. Walka odbyła się w Barranquilli w Kolumbii. Holt miał przewagę i w szóstej rundzie posłał Kolumbijczyka na deski, jednak w jedenastej rundzie dał się zaskoczyć i był liczony. Amerykanin zdołał podnieść się z ringu, jednak chwilę później sędzia przerwał pojedynek, ponieważ Holt unikał walki i nie zadawał żadnych ciosów. Po walce Holt tłumaczył, że kolumbijscy kibice rzucali na ring kubki z napojami i inne przedmioty, dodatkowo ktoś z obozu Torresa próbował go łapać za nogi. Domagał się też pojedynku rewanżowego.
Na ring powrócił w lutym 2008 roku, pokonując decyzją większości Bena Tackie. 5 lipca tego samego roku doszło do pojedynku rewanżowego z Torresem. Walka trwała zaledwie 61 sekund i miała niecodzienny przebieg. Już w 13 sekundzie Holt po raz pierwszy leżał na deskach, jednak zdołał się podnieść. Kilka sekund później ponownie był liczony przez sędziego. Chwilę później Amerykanin zadał cios na korpus rywala, a następnie bokserzy zderzyli się przypadkowo głowami, co zamroczyło Kolumbijczyka i pozwoliło Holtowi go znokautować.
13 grudnia 2008 pokonał niejednogłośną decyzją na punkty niepokonanego wcześniej rodaka Demetriusa Hopkinsa. Mistrzowski tytuł stracił 4 kwietnia 2009 roku, przegrywając na punkty w walce unifikacyjnej z mistrzem świata federacji WBC, Timothy Bradleyem, mimo że jego rywal dwukrotnie był w tej walce liczony.
27 lutego 2010 przegrał w pojedynku eliminacyjnym IBF z południowoafrykańskim bokserem, Kaizerem Mabuzą. Holt nie wyszedł do walki po przerwie między szóstą i siódmą rundą. Powrócił na ring 29 stycznia 2011 roku i zmierzył się z Leninem Arroyo, którego znokautował 1 rundzie. 13 maja 2011 roku stoczył kolejny pojedynek. Jego rywalem był, były mistrz wagi lekkiej Julio Diaz, którego Holt pokonał przez techniczny nokaut w 3 rundzie.